# Iphiaulax halaesus
Iphiaulax halaesus är en stekelart som beskrevs av Cameron 1903. Iphiaulax halaesus ingår i släktet Iphiaulax och familjen bracksteklar. Inga underarter finns listade i Catalogue of Life.